# Тимошенко Володимир Прокопович
Володимир Прокопович Тимошенко (25 квітня 1885 — 15 серпня 1965, Менло Парк) — український економіст (зокрема зі сільського господарства), дійсний член НТШ й УВАН.

## Життєпис
Народився у Шпотівці на Чернігівщині, брат Степана і Сергія Тимошенків.
По закінченні Інституту комунікацій та економічного відділу Політехніки в Петербурзі (1911) працював у Міністерстві шляхів та хліборобства. 1917 року переїхав в Україну й був економічним консультантом українських урядів та керівником Інституту економічної кон'юнктури при УАН.
У 1919 році — економічний радник української дипломатичної місії на мирну конференцію в Парижі.
На еміграції у перебував спершу у Відні, а потім (з 1922) у Празі, де був професором УВУ та УГА. Одержавши стипендію Рокфеллера, поїхав 1926 року на студії до США (докторат з економічних наук у Корнельському університеті), де з 1928 й залишився. До 1934 року викладав економічні науки в Мічіґанському університеті, у 1934—1936 роках був науковим радником з сільського господарства у вашингтонському міністерстві. У 1936—1950 роках — професор Стенфордського університету, одночасно працював у його Інституті харчування. Помер у Менло-Парк (Каліфорнія).
Був представником Дніпровської спілки споживчих товариств (Дніпросоюз) i об'єднання центральних українських кооперативних спілок за кордоном (ОЦУКС) у Парижі.

## Наукова діяльність
Головною ділянкою наукового зацікавлення Володимира Тимошенко було сільське господарство та сільськогосподарська політика (світовий ринок, географічне розміщення сільськогосподарських культур, питання ринкових операцій та їх регламентація, впливи коньюнктурних циклів тощо), а також економіка СРСР з урахуванням української проблематики. В. Тимошенко є автором 50 великих наукових праць, з них найважливіші:
- «L'Ukraine et la Russie dans leurs rapports économiques» (1919);
- «Картелі і трести: модерні форми організації промисловості» (1923);
- «Світове господарство» (1924; обидві літографоване вид.);
- «Ukraine und Russland in Ihren gegenseitigen wirtschaftlichen Beziehungen» («Mitteilungen des Ukrainischen Wissenschaftlichen Institutes in Berlin», 1928);
- «Danub Basin as a producer and exporter of wheat» (1930);
- «Agricultural Russia and the wheat problem» (1932);
- «Soviet agricultural reorganization and the bread-grain situation» (1937);
- «Variability in wheat yields and outputs», 1 — 2 (1942—1943);
- «The Soviet sugar industry and its postwar restoration» (1951);
- «Soviet agricultural politics and the nationalities problem» (1956).

## Вшанування
На вшанування пам'яті братів Володимира, Степана та Сергія Тимошенків у Конотопі та Львові названо вулиці.
2021 року в центрі села Шпотівка Дубов'язівської селищної ради Конотопського району відкрили пам'ятний знак братам Тимошенкам.